# UData School
uData School — приватний навчальний заклад, що готує спеціалістів у галузі data science. Відкритий у квітні 2018 року в Києві. Навчатися в uData School може кожен, хто володіє потрібними знаннями з математики та програмування. Обмежень за віком або наявності вищої освіти — немає.

## Етапи відбору
Принципи відбору студентів дають змогу ефективно визначити здібності до математики та програмування, а також врахувати мотивацію абітурієнта. Відбір складається з онлайн-тестування, письмового іспиту, співбесіди та Crash Course. На іспитах перевіряються знання з алгебри, математичного аналізу, теорії ймовірностей та основ програмування на Python. У разі успішних результатів, абітурієнти мають пройти мотиваційну співбесіду з представником команди uData School.
Останній етап — Crash Course — випробувальний період навчання тривалістю 4 тижні. Впродовж нього на 60 кращих абітурієнтів чекають лекційні та практичні заняття з математики, теорії ймовірностей та основ Python. Окрім цього — математичне змагання "MathRace" та командна робота над проєктами Kaggle. За рейтингом успішності на Crash Course абітурієнтів зараховують на навчання до uData School.
«Єдиним інструментом для того, щоб потрапити до нас, та для росту у uData School є ваші мізки. Саме за рахунок них можна заробити собі ім’я, відкрити для себе можливості, і прекрасно себе забезпечувати у 19-20 років. Тим паче, що в Україні для розвитку data-спеціалістів поки що існує великий потенціал.” — Дмитро Єрьомін, співзасновник uData School та uData Tech, керуючий партнер UNIT.City.

## Навчання
Базовий блок навчання триває 2 місяці. Впродовж них студенти відвідують лекційні та практичні заняття з математики, теорії ймовірностей, математичної статистики, мови Python та машинного навчання. Серед викладачів — доктори та кандидати наук з Національної академії наук України та КНУ імені Тараса Шевченка, експерти з досвідом роботи в data science проєктах, лауреати міжнародних наукових грантів, а також дата аналітики та data scientists, що працюють в українських та зарубіжних компаніях.
Другий блок — спеціальний — тривалістю 3 місяці, поєднує навчання зі стажуванням на реальних бізнес-проєктах. Серед навчальних дисциплін — аналіз часових рядів, feature engineering, глибоке навчання, signal processing. Також під керівництвом менторів студенти у командах працюють з реальними даними, розробляють алгоритми та будують моделі.

## Інша діяльність
Навесні 2018 року uData School у партнерстві з Національною Академією Наук та КАУ проводила олімпіади з математики, фізики, інформатики серед київських школярів 9-11 класів .
Восени 2018 року на базі школи було створено консалтингову компанію uData Tech.